# Биофилота
Биофилота (от био- и греч. philos — «родной», «собственный») — флора и фауна определённого ареала, территориальный фаунистический и флористический комплексы, наиболее чётко выражена на островах. Это исторически обусловленный (сложившийся) региональный комплекс таксонов (разного уровня) растительного и животного мира.

## Термин
Биофилота конкретизирует более общий термин биота, который стал синонимом биоценоза (растительного и животного сообщества) или даже в общем понимании «органический мир».
Термин применяют при биогеографическом анализе видового состава. Для оценки совокупности флоры и фауны, показывающую общую насыщенность территории таксонами разного ранга.

## История
Термин Петра Петровича Второва. В 1978 году впервые предложен в книге В. П. Второва и Н. Н. Дроздова «Биогеография» и описан, как: 

… целесообразно обозначать исторически сложившийся комплекс видов и других систематических категорий определённого района особым термином «биофилота». Корень «фил» подчёркивает, что комплекс видов организмов — результат длительного исторического развития как их самих, так и занимаемой ими сейчас территории.
Производные от этого термина:
- биофилотический подход
- биофилотическое районирование
- биофилотические области и царства
- биофилотический обмен между регионами и областями разного масштаба.

Авторы выделяют 9 биофилотических царств Земли:
1. Ориентальное
2. Эфиопское
3. Мадагаскарское
4. Капское
5. Австралийское
6. Антарктическое
7. Неотропическое
8. Неарктическое
9. Палеарктическое.

В 1982 году А. Г. Воронов среди современных тенденций в развитии биогеографии выделял стремление построить единую систему биофилотических регионов для всех обитателей Земли.